# Assurance sur la mort
Pour plus de détails, voir Fiche technique et Distribution.

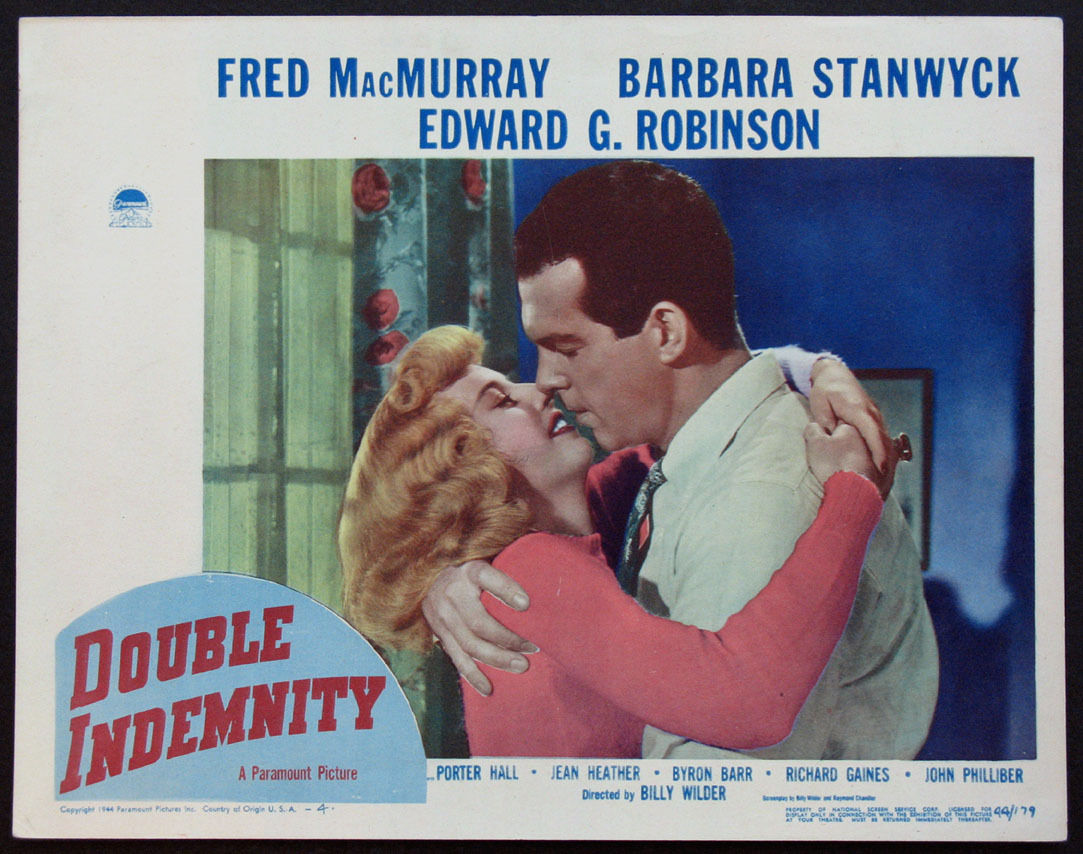
Poster.

Assurance sur la mort (Double Indemnity) est un film américain en noir et blanc réalisé par Billy Wilder, sorti en 1944.
Le film suit Walter Neff, employé d’une compagnie d’assurances, qui tombe amoureux de la femme d'un de ses clients, Phyllis Dietrichson, qui réussit à le convaincre d’échafauder avec elle un plan pour supprimer son mari encombrant et violent et ainsi partager l’assurance-vie de ce dernier, qui sera doublée en cas de mort accidentelle.

## Synopsis

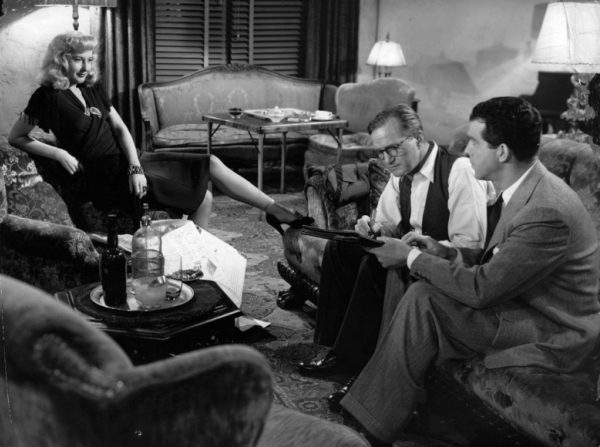
Une scène du film

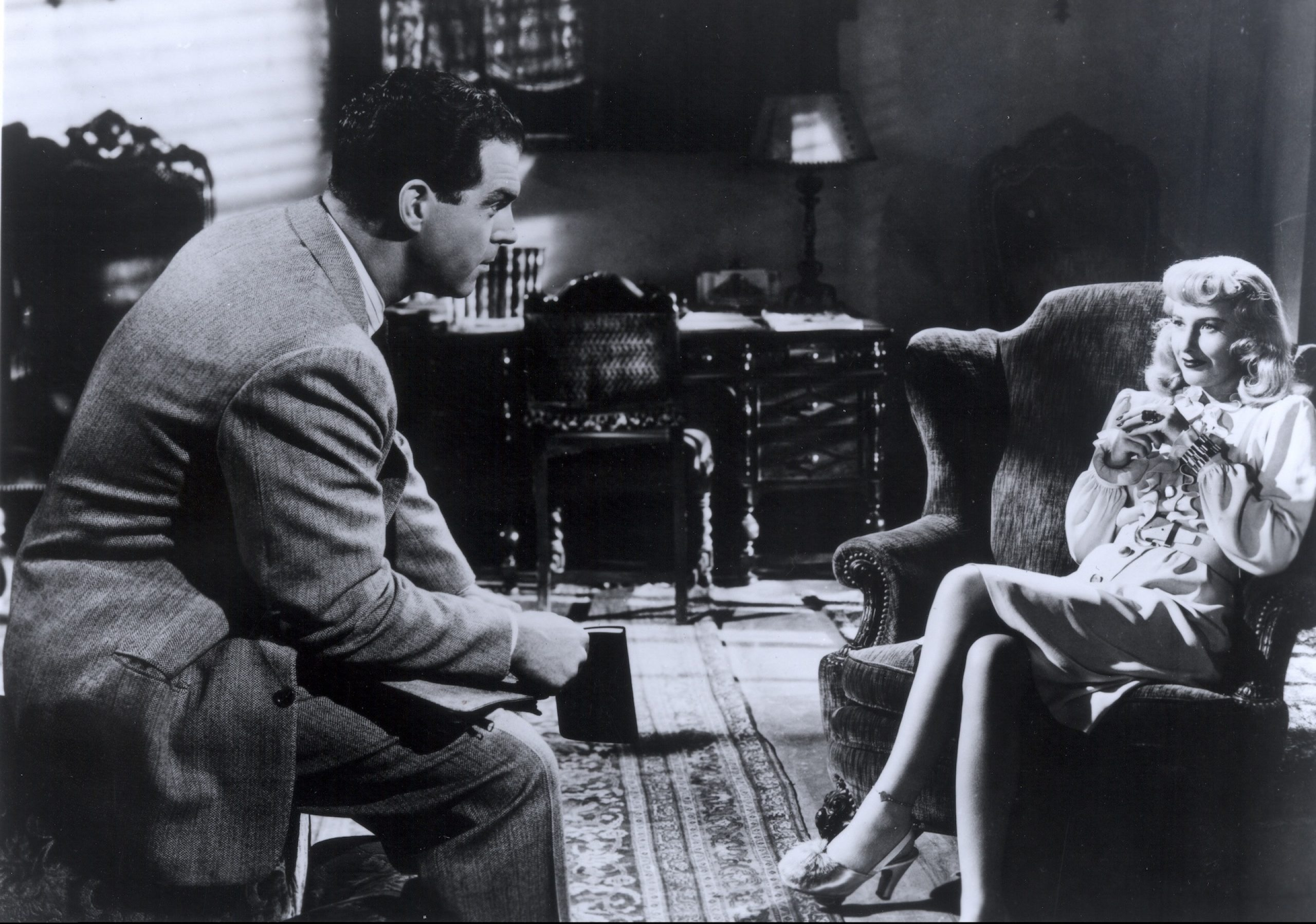
Fred MacMurray et Barbara Stanwyck.

Une voiture zigzague en pleine nuit sur un boulevard et stoppe à l’entrée d’un immeuble de bureaux. Un homme en sort en titubant. Il s’appelle Walter Neff (Fred MacMurray) et est mal en point. Parvenu à son bureau, il s’effondre sur son fauteuil et dicte sur un enregistreur comment il en est arrivé là.
Nous sommes en juillet 1938. Agent d’assurance à la Pacific All Risk Insurance Cie à Los Angeles, il est venu, voilà deux mois, faire signer une police d’assurance-auto à M. Dietrichson, directeur d’une compagnie pétrolière. En l'absence de celui-ci, Phyllis, sa jeune femme blonde et charmante (Barbara Stanwyck), apparaît en haut de l’escalier, nue sous sa serviette de bain. Il est convenu qu’il revienne quand le mari sera là.
Walter repasse à son bureau, où son ami Barton Keyes, chef du service contentieux (Edward G. Robinson), cuisine un camionneur qui a voulu escroquer la compagnie. Il reçoit un appel de Mrs Dietrichson, qui lui demande de repasser. Quand il arrive, Phyllis, qui a donné congé à la femme de ménage, est tout en beauté. Elle descend l’escalier, un bracelet à une cheville sous le regard intéressé de Walter, fasciné par le charme de cette femme sinon vraiment belle, du moins extrêmement séduisante. Ils marivaudent un peu, jusqu’à ce qu’elle lui demande s’il lui serait possible de souscrire une assurance décès pour son mari à l’insu de celui-ci. Offusqué, Walter repart en claquant la porte.
Mais, une fois rentré chez lui, encore sous le charme de Phyllis, l’idée le poursuit. Alors qu’il réfléchit, on sonne à sa porte : c’est Phyllis qui, après avoir trouvé son adresse dans l’annuaire, vient le relancer sous prétexte de lui rapporter son chapeau, qu’il aurait oublié (il n’en est rien). Elle lui dépeint alors son mari comme un être brutal, qui la bat, qui boit et qui n’aime que Lola (Jean Heather), sa fille issue d’un premier mariage. Sa détresse et son charme le font chavirer. Ils finissent par s’embrasser et Walter cède, d’autant plus facilement que, depuis le temps qu’il voit des tentatives d’escroqueries minables, cette offre lui fournit l’occasion de se prouver que lui pourrait faire beaucoup mieux. Et ils conviennent d’aller « jusqu’au bout », serment que Phyllis lui rappellera par la suite à plusieurs reprises.
Walter revient chez les Dietrichson et fait signer à celui-ci un contrat d’assurance-décès pour 50 000 $, Dietrichson croyant signer pour l’assurance auto. Cette entrevue se déroule en présence de Phyllis, mais aussi de Lola, dont Phyllis a souhaité la présence pour certifier, si besoin était, la matérialité de cette réunion, au cours de laquelle Phyllis prend soin de se déclarer contre l’idée de souscrire une assurance-décès. Lola demande à son père, autoritaire et soupçonneux, si elle peut rejoindre une amie avec qui elle a rendez-vous et s’éclipse. En partant, Walter découvre Lola qui l’attendait dans sa voiture et qui lui demande s’il peut la déposer. Son rendez-vous est en fait avec Nino Zachetti, un jeune homme velléitaire et un peu caractériel que son père considère comme un raté, qu’il méprise et que Lola a pour interdiction de voir.
En bon professionnel, Walter connait toutes les chausse-trappes des assurances pour ne pas payer et constitue un allié précieux pour Phyllis. Il lui indique donc la marche à suivre : il va leur falloir dorénavant être discrets, ne se téléphoner que depuis une cabine, de manière codée et, pour un temps, se voir le moins possible, car la compagnie dispose d’un redoutable limier en la personne de Barton Keyes. Il lui apprend aussi que le capital décès est doublé - et passe ainsi à 100 000 $ (équivalent de 1,8 million de $ en 2018)- en cas de décès accidentel ferroviaire. Insatiables, les deux amants décident de faire en sorte que ce décès intervienne au cours d’un voyage en train.
Cependant, survient un fait nouveau : Dietrichson s’est cassé la jambe, ce qui retarde la réalisation de leur projet. Or, il faut faire vite car, plus le temps passe, plus s’accroît le risque que celui-ci découvre la substitution de contrats. Ce fâcheux contretemps va en fait faciliter leurs plans.
Barton Keyes vient proposer à Walter de devenir son adjoint et lui dépeint à cette occasion, avec une délectation un peu sadique, la satisfaction qu'il éprouve à traquer les fraudeurs à l’assurance. Mais Walter, qui n’a pas l’âme d’un bureaucrate et se sentirait un peu en porte-à-faux dans ce rôle étant donné ses projets, refuse, ce qui déçoit son ami qui lui reproche son manque d’ambition. En pleine réunion avec Barton, le téléphone sonne : c’est Phyllis, qui rompt la consigne de silence vu l’urgence : Dietrichson prend le train, en béquilles, le soir même pour un congrès à Palo Alto. Elle lui précise à mots couverts comment son mari sera habillé.
Walter prépare méticuleusement son coup : il commence par se forger un alibi imparable, s’arrange pour se faire rappeler chez lui par un collègue juste avant de partir, puis gagne le domicile des Dietrichson, vêtu comme Dietrichson. Phyllis lui a laissé ouvertes la porte du garage et celles de la voiture. Il se dissimule entre le fauteuil du passager avant et la banquette arrière. Dietrichson apparaît bientôt avec ses béquilles, accompagné de Phyllis. Sur le chemin de la gare, alors que Phyllis a pris une route de traverse et que la voiture est ainsi à l’écart, Walter jaillit de sa cachette derrière Dietrichson et lui brise la nuque.
Puis, toujours accompagné de Phyllis, Walter prend le train avec les béquilles de Dietrichson et un faux plâtre à la jambe. Il va ensuite sur la plate-forme arrière pour pouvoir sauter du train à l’endroit convenu avec Phyllis, là où le train ralentit. Mais, sur la plateforme, un passager tente de lier conversation. Walter parvient à se débarrasser de ce gêneur en lui demandant d’avoir l’obligeance d’aller jusqu’à son compartiment lui rapporter sa boîte à cigares. Une fois seul, il saute du train à l’endroit prévu. Phyllis, qui l’attendait, lui fait des appels de phares. Ils portent ensemble le corps de Dietrichson sur la voie. Mais, lorsqu’ils s’apprêtent à repartir, le moteur refuse de se mettre en route, ce qui leur donne des sueurs froides. Heureusement, la voiture consent enfin à démarrer.
L’affaire s’est donc déroulée à peu près comme prévu. « Pas de gaffes, pas d’oublis » : c’est un crime parfait. Walter, désormais aimé d’une riche et jolie femme, devrait être heureux. Pourtant, il pressent déjà que tout va aller mal.
Dès le lendemain, c’est le branle-bas de combat à la compagnie d’assurance. Pour la police, il s’agit d’un accident, mais pour la compagnie, qui doit débourser 100 000 $, c’est une autre affaire. Norton, le directeur, convoque Barton Keyes et Walter dans son bureau et leur dit d’emblée qu’il n’est pas d’accord. Il a également invité Phyllis à venir et lui déclare sans ambages, en présence de Barton Keyes et de Walter, que, pour lui, il s’agit d’un suicide et lui propose une transaction. Jouant les outragées, Phyllis refuse tout net et part en claquant la porte. Barton Keyes, dans un premier temps convaincu qu’il s’agit bien d’un accident, car on ne se suicide pas en sautant d’un train qui roule à 25 km/h, recommande à son patron de ne pas faire d’histoires et de payer, appui inattendu qui enchante Walter.
Celui-ci rencontre ensuite Phyllis dans un supermarché qui leur sert de lieu de rendez-vous discret et lui dit que tout s’annonce bien.
Un soir, il l’appelle pour qu’elle vienne le rejoindre dans son appartement. Puis, on sonne à la porte : c’est Barton Keyes, qui a entretemps consulté les probabilités en matière d’accidents et qui se demande par ailleurs pourquoi Dietrichson n’a pas fait jouer son assurance après s’être cassé la jambe. Il a désormais des doutes sérieux sur cette affaire : il pense maintenant que Dietrichson a bel et bien été assassiné par un couple - car, Phyllis n’ayant matériellement pu faire le coup toute seule, a forcément un complice - d’assassins particulièrement retors. Pendant que Barton Keyes lui fait part de ses réflexions, Walter se ronge les sangs, car il sait que Phyllis ne va pas tarder. Et, effectivement, celle-ci arrive. Mais, avant de sonner, elle entend heureusement Barton Keyes à travers la porte. Quand Barton sort de l’appartement, elle se dissimule derrière la porte (qui s’ouvre opportunément vers l’extérieur), tandis que celui-ci se dirige vers l’ascenseur en poursuivant son monologue. Un moment d’extrême tension survient quand Barton revient un instant sur ses pas pour demander du feu à Walter, tandis que Phyllis est toujours cachée derrière la porte (morceau d’anthologie du film noir). Mais Barton s’éloigne enfin définitivement. Les deux amants ont eu chaud.
Peu de temps après, Walter a la surprise de trouver Lola qui l'attend à son bureau. Bouleversée, celle-ci lui confie qu’elle pense que son père a été assassiné, et par Phyllis. Et elle lui révèle deux informations capitales : voilà six ans, peu avant la mort de sa mère, qui avait une pneumonie, elle a trouvé la fenêtre de la chambre de celle-ci grande ouverte en plein hiver, et les couvertures jetées au sol. Or, l’infirmière était Phyllis, que son père a épousée six mois après. Par ailleurs, deux jours avant la mort de son père, elle a surpris Phyllis essayant un chapeau et une voilette de deuil. Lola est donc persuadée que Phyllis a tué son père et sa mère. Walter réalise alors qu’il s’est embarqué dans cette affaire avec une comparse très dangereuse. Dans l’immédiat, il entreprend de sortir avec Lola - qui lui confie par ailleurs qu’elle s’est disputée avec Nino Zachetti - pour la distraire de ses idées noires et surtout pour qu’elle n’aille pas se confier à d’autres que lui, peut-être aussi parce qu’il est ému par le sort de la jeune fille, qui est naturellement loin de se douter que c’est auprès de l’assassin de son père qu’elle est en train de s’épancher.
Le lendemain, en arrivant au bureau, Walter a une autre surprise déplaisante : un certain Jackson, l’homme qu’il a croisé sur la plate-forme du train, est assis dans le couloir. C’est Barton Keyes qui l’a convoqué. S’ensuit une réunion à trois, éprouvante pour Walter, car ce témoin estime, quand on lui montre des photos de Dietrichson, que ce n’était pas cet homme-là qui était sur la plate-forme. Puis, se tournant vers Walter, il lui demande avec insistance s’ils ne se seraient pas déjà rencontrés. Après le départ de Jackson, Barton Keyes imagine à haute voix le crime tel qu’il a dû se dérouler et Walter constate avec effroi que Barton a parfaitement reconstitué les faits. Celui-ci prédit à Walter que pour les assassins cela finira au cimetière et conclut en lui disant que la compagnie ne paiera pas.
Walter revoit Phyllis au supermarché et lui dit que Barton Keyes fouine partout, qu’il va découvrir le pot aux roses et qu’il faut renoncer à la prime pendant qu’il en est encore temps. Il lui reproche également de ne pas lui avoir tout dit, notamment concernant les circonstances de la fin de la première femme de Dietrichson, ainsi que ses imprudents essais de chapeau et de voilette de deuil. Phyllis lui rétorque que Lola l’a entortillé, qu’il n’est pas question de renoncer et, soudain menaçante, lui rappelle qu’elle ne se serait jamais lancée seule dans cette affaire, qu’ils sont embarqués dans le même bateau, qu’il faut aller jusqu’au bout et que, maintenant, c’est « quitte ou double ».
Walter, qui pressent qu’on le soupçonne et se demande si Barton ne joue pas avec lui au chat et à la souris, fouille le bureau de celui-ci en son absence et découvre un enregistrement qui confirme ses craintes, tempéré par le soulagement de voir que Barton - qui a cependant fait vérifier son emploi du temps le soir du crime - a pris sa défense et se porte garant de lui. Il apprend surtout à cette occasion que l’enquête de la compagnie s’oriente vers un autre suspect : Nino Zachetti, qui a rencontré Phyllis chaque soir chez elle durant les jours qui ont précédé et suivi le crime. Walter perd alors toute confiance en Phyllis, surtout quand Lola lui dit que Nino Zachetti l’a laissée tomber et qu’elle pense même que c’est lui qui, soudoyée par Phyllis, a assassiné son père. Il estime désormais que tous deux ont été manipulés par Phyllis, que Nino Zachetti est son véritable amant et que Lola elle-même n’a été que la couverture involontaire de ces derniers. Comme les soupçons sont désormais concentrés sur Nino Zachetti, Walter pense se débarrasser de Phyllis et ainsi faire d’une pierre deux coups : se venger d’elle et détourner définitivement les soupçons sur Nino Zachetti.
Walter appelle Phyllis pour lui dire qu’il passera le soir-même chez elle. Méfiante, celle-ci cache un revolver dans son fauteuil et l'attend. Celui-ci arrive, lui dit qu’il sait tout, qu’elle s’est servie de lui, que Nino Zachetti est son véritable amant, mais qu’elle et Nino devront endosser le crime. Phyllis nie et lui dit que le récent rapprochement entre elle et Nino n’avait pour objet que d’attiser la jalousie de Nino et celle de Lola, qu’elle déteste. Walter, qui n’y croit pas une seconde, entend bien s’en sortir en l’empêchant définitivement de parler. Phyllis tire alors sur lui et le blesse à une épaule mais ne l’achève pas. Elle baisse son arme et lui confie qu’elle vient de réaliser qu’elle l’aime, raison pour laquelle elle n’a pas fait feu une seconde fois. Mais Walter, qui ne la croit plus, lui prend son revolver et la tue.
En sortant, il croise Nino Zachetti qui arrive chez Phyllis. Walter le dissuade d’entrer et lui conseille de quitter les lieux au plus vite. Il lui dit que Lola l’aime, qu'elle l’attend, et lui donne une pièce pour l’appeler depuis le drugstore la plus proche. Au départ hostile, Nino s’exécute.
Puis, Walter se traîne jusqu’à son bureau pour dicter sa confession à l’intention de Barton Keyes. Alerté par le gardien, celui-ci arrive bientôt, la mine sévère : il a presque tout entendu. Walter lui fait part de son intention de fuir au Mexique. Barton Keyes lui prédit qu’il n’aura même pas la force d’atteindre la porte de l’ascenseur. Et effectivement, Walter s’écroule dans le couloir. Tandis qu’on appelle une ambulance, Walter demande à Barton de préparer doucement Lola à la vérité, de veiller sur elle et sur Nino Zachetti, puis extrait une dernière cigarette de sa poche tandis que Barton lui donne du feu.

## Fiche technique
- Titre : Assurance sur la mort
- Titre original : Double Indemnity
- Réalisation : Billy Wilder
- Assistant réalisateur : Charles C. Coleman
- Scénario : Billy Wilder et Raymond Chandler d'après Assurance sur la mort (Three of a Kind (en)) de James M. Cain
- Production : Buddy DeSylva et Joseph Sistrom pour Paramount Pictures
- Direction artistique : Hans Dreier, Hal Pereira et David S. Hall (non crédité)
- Photographie : John F. Seitz
- Son : Loren L. Ryder
- Décors : Bertram C. Granger
- Costumes : Edith Head
- Maquillage : Wally Westmore
- Montage : Doane Harrison
- Musique : Miklós Rózsa
- Société de distribution : Paramount Pictures
- Pays de production :  États-Unis
- Langue d'origine : anglais américain
- Format : noir et blanc — 1.37:1 — son : mono (Western Electric Mirrophonic Recording)
- Genre : Film noir, thriller policier
- Durée : 103 min
- Dates de sortie :
  - États-Unis : 24 avril 1944 (première)
  - États-Unis : 6 septembre 1944 (New York)
  - France : 31 juillet 1946 (Paris)
- Affiche : Boris Grinsson, Roger Soubie (France)

## Distribution
- Fred MacMurray (VF : Pierre Leproux) : Walter Neff
- Barbara Stanwyck (VF : Lita Recio) : Phyllis Dietrichson
- Edward G. Robinson (VF : Jean Mauclair) : Barton Keyes
- Porter Hall (VF : Jean Gaudray) : Mr Jackson
- Jean Heather (VF : Renée Simonot) : Lola Dietrichson
- Tom Powers (VF : Georges Hubert) : Mr Dietrichson
- Byron Barr (VF : Gérard Kéryse) : Nino Zachetti
- Richard Gaines (VF : Serge Nadaud) : Edward S. Norton Jr.
- Fortunio Bonanova (VF : Georges Chamarat) : Sam Garlopis, le chauffeur de camion
- John Philliber : Joe Peters, le liftier

Acteurs non crédités :
- Edmund Cobb : un contrôleur du train
- Bess Flowers : la secrétaire de Norton
- George Magrill : un homme
- Sam McDaniel : Charlie
- Clarence Muse : un homme
- Douglas Spencer : Lou Schwartz
- John Berry
- Raymond Chandler : un homme lisant un magazine devant le bureau de Keyes (caméo)

## Dialogues
- Walter Neff au début du film : « I killed Dietrichson. I killed him for money and a woman and I didn't get the money and I didn't get the woman. Pretty isn't it ? [...] It was midafternoon, and it's funny, I can still remember the smell of honeysuckle all along that block. I felt like a million. There was no way in all this world I could have known that murder sometimes can smell like honeysuckle. »[1]
- La première rencontre entre Walter Neff et Phyllis Dietrichson : I wish you'd tell me what's engraved on that anklet. - Phyllis : Just my name. - Walter : As for instance ? - Phyllis : Phyllis - Walter : Phyllis. I think I like that. - Phyllis : But you're not sure ? - Walter : I'd have to drive it around the block a couple of times. - Phyllis : I think you're rotten. - Walter: I think you're swell. So long I'm not your husband. »[2]
- Dernière scène entre les amants :

« - Walter : Just like the first time I was here. We were talking about automobile insurance. Only you were talking about murder. And I was thinking about that anklet.
- Phyllis : And what are you thinking about now ?
- Walter : I'm all through thinking. This is a goodbye. »

## Différences avec le roman
- Certains noms sont changés : les Dietrichson étaient les Nirdlinger, Walter Neff était Walter Huff.
- La plupart des dialogues, nombreux dans le roman, sont retouchés.
- Dans cette adaptation cinématographique, les personnages sont changés, davantage précisés, et l'amitié entre les personnages Neff et Keyes beaucoup plus explicite. Par contre, il est moins clair que Neff est surtout amoureux de l'innocente Lola. Keyes est nettement plus sympathique, Neff plus nerveux. La victime, M. Dietrichson, est rendue très antipathique (alcoolique, violent...) alors qu'elle apparait plus neutre dans le roman.
- Dans le roman, le narrateur est Neff, qui écrit sa confession pour Keyes ; dans le film, c'est au dictaphone qu'il la raconte.
- Quelques éléments de suspense sont ajoutés : après le dépôt du corps, la voiture de Neff et Phyllis prend du temps à démarrer ; Phyllis arrive secrètement à l'appartement de Walter quand Keyes s'y trouve déjà…
- Dans le roman, Neff et Phyllis sont vivants jusqu'à la fin. S'exilant sur un bateau voguant vers le sud, selon une entente avec la compagnie d'assurances qui veut éviter la médiatisation de l'affaire par un procès, il est suggéré qu'ils vont se suicider en se jetant à l'eau à côté d'un requin.

## Galerie de photos

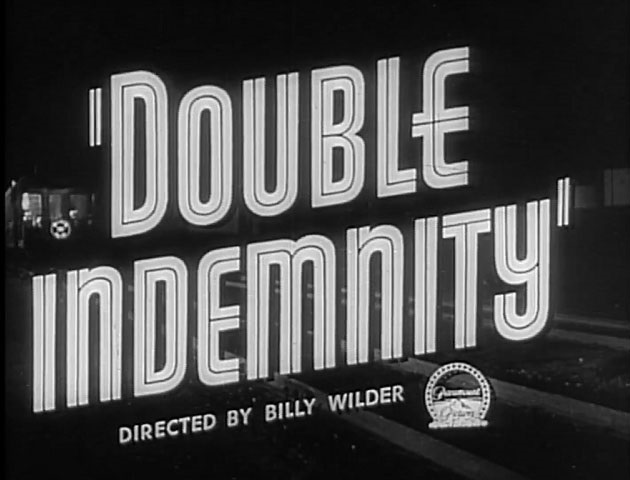
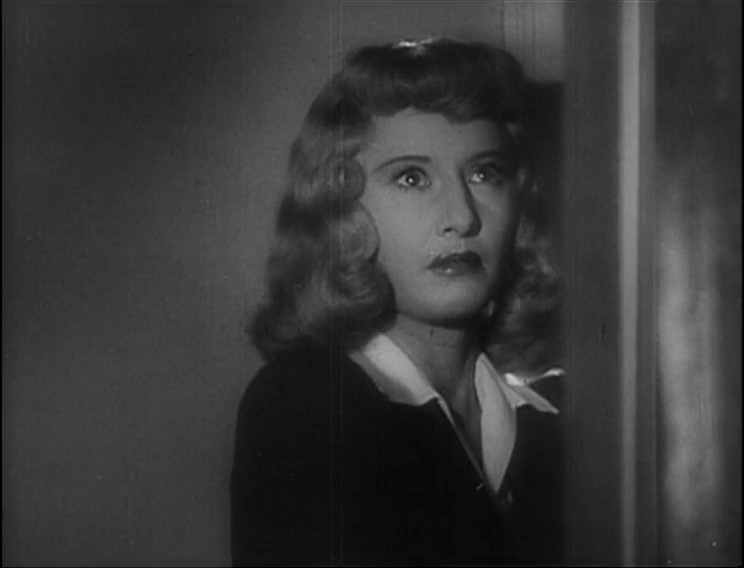
Barbara Stanwyck
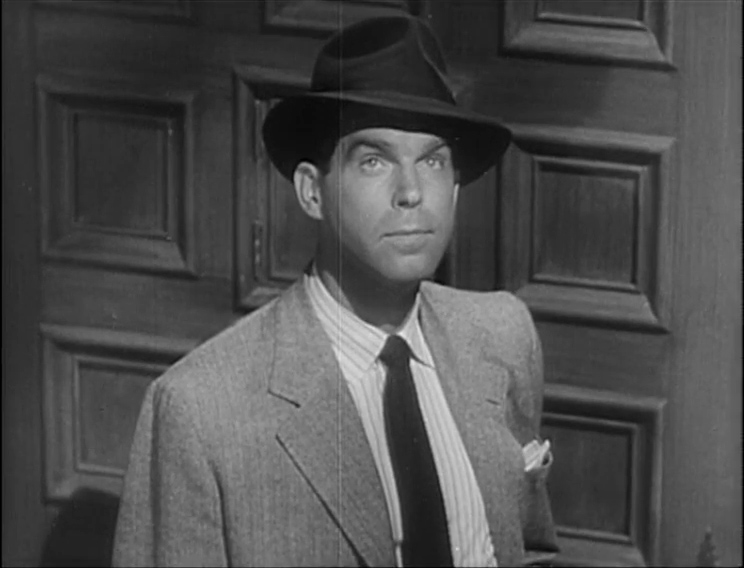
Fred MacMurray
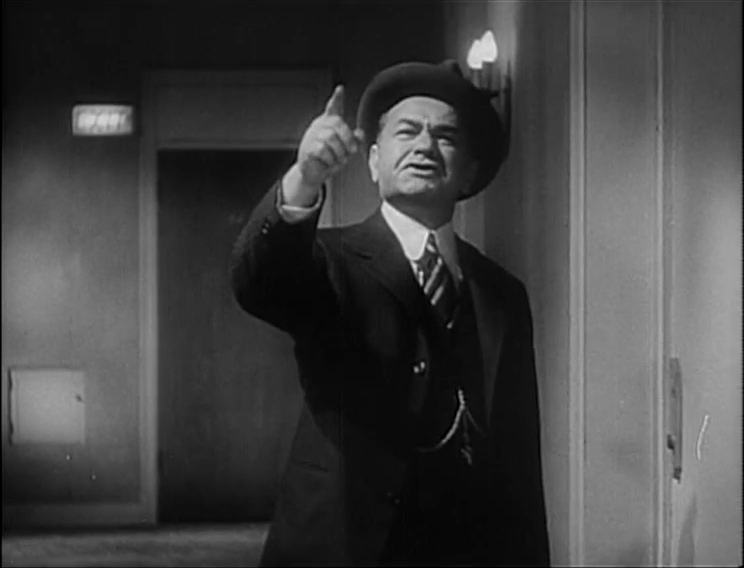
Edward G. Robinson
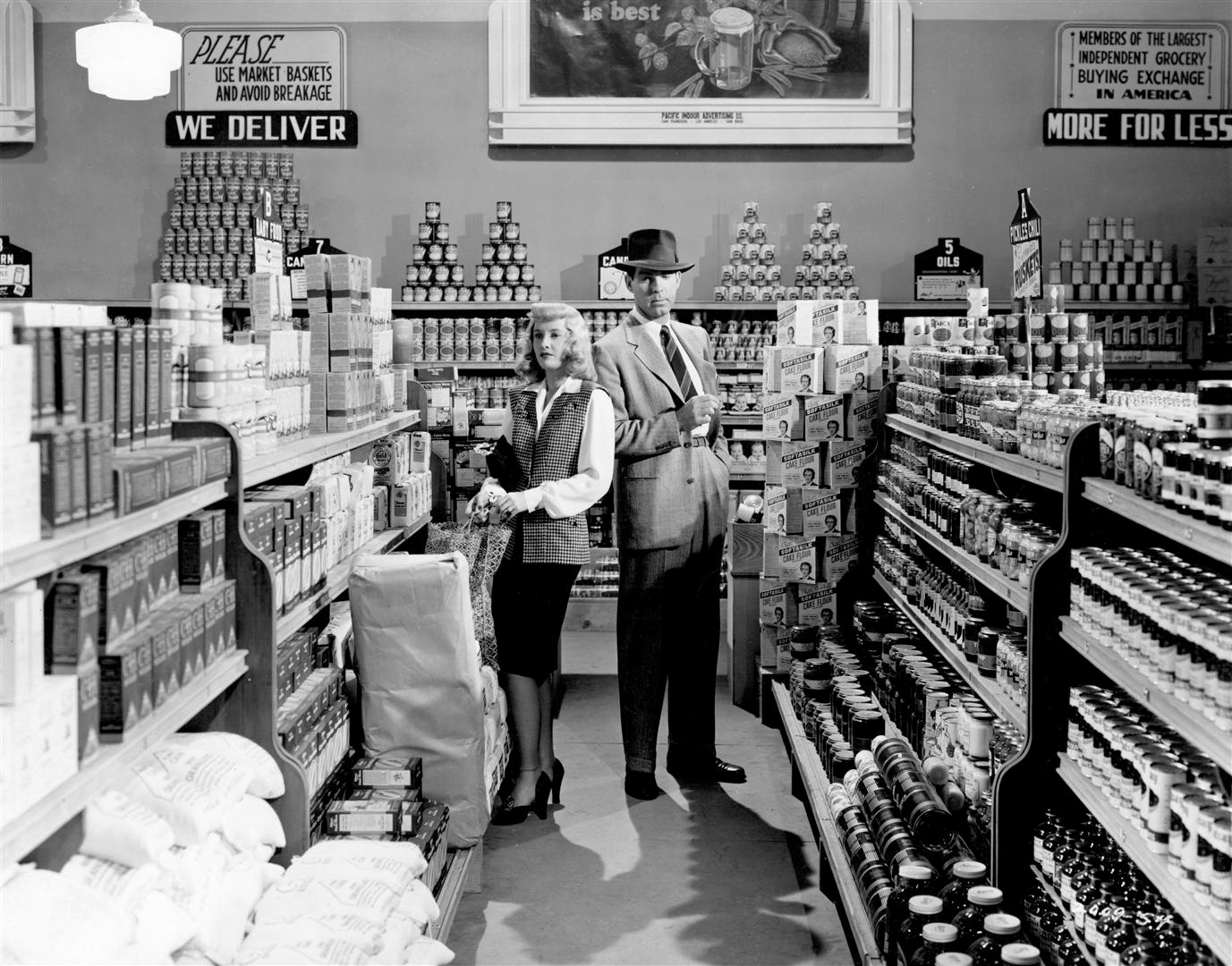
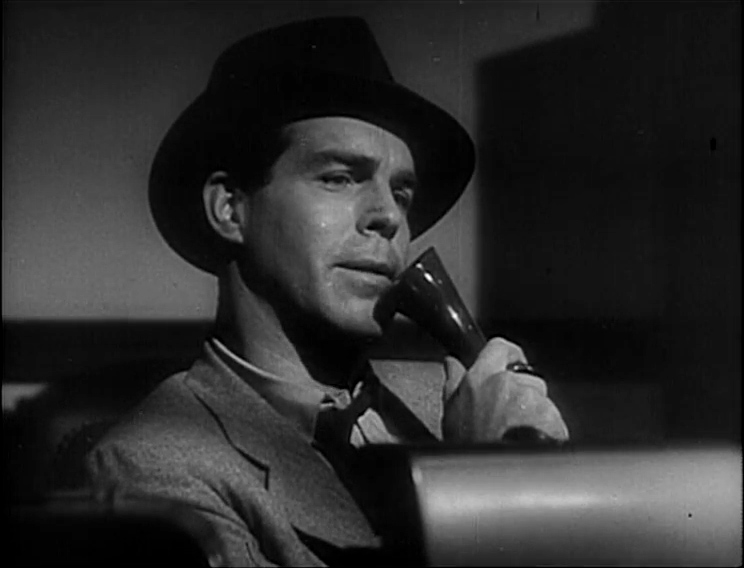
Fred MacMurray

## Genèse du film

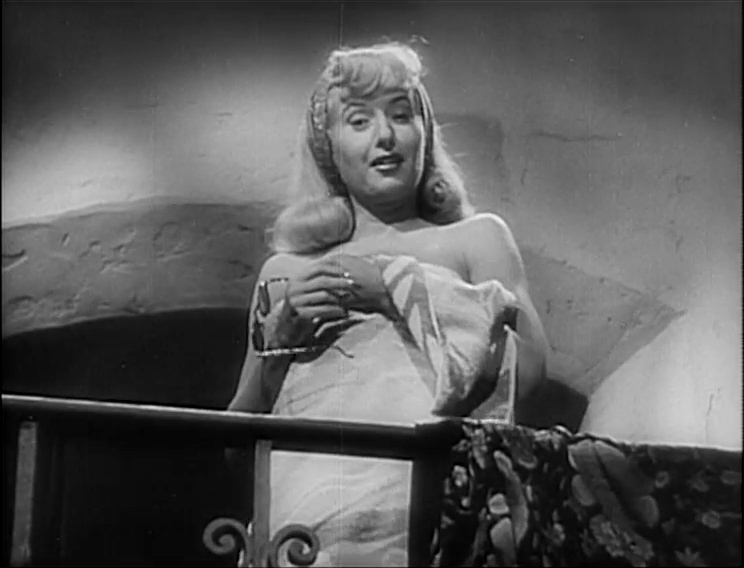
Barbara Stanwyck.

### Scénario
Le film est inspiré d'une histoire vraie : l'assassinat en 1927 d'Albert Snyder par sa femme Ruth Snyder, aidé de Judd Gray, son amant.
Plutôt que de faire appel à Charles Brackett avec qui il avait l'habitude de travailler, Billy Wilder confie l'adaptation de la nouvelle Three of a Kind de James M. Cain, qui lui est apportée par le producteur Jo Sistrom, à l'auteur de romans policiers Raymond Chandler. La collaboration est difficile : « Nous avions des disputes parce qu'il ne connaissait pas le cinéma, mais quand on en venait à l'atmopshère, à la caractérisation et aux dialogues, il était extraordinaire. Il ne m'aimait pas beaucoup parce que je voulais le forcer à se discipliner. C'était un poète, un géant de ce genre de littérature [...] il y a des gens avec qui vous travaillez dans la joie [...] et d'autres avec qui c'est plus difficile : c'était le cas avec Chandler. » Le romancier confia de son côté : « Ce travail avec Billy Wilder sur Double Indemnity a été atroce et aura sans doute abrégé ma vie, mais j'y ai appris à peu près autant que j'étais capable d'apprendre, ce qui ne fait pas beaucoup  ».
Rompant avec la narration classique des films noirs reposant sur le suspense, Assurance sur la mort débute par la fin du film : dès les premiers mots de la confession de Neff, le spectateur connaît l'auteur du crime et son échec final. Loin des happy end, les "héros" sont promis à une fin tragique.
Alors même que le Code Hays est en vigueur, la scène de rencontre entre Walter et Phyllis est très sensuelle, la jeune femme apparaissant habillée d'une seule serviette de bain, et les dialogues accentuant par leur double sens l'érotisme sous-jacent.
Une première fin montrant l’exécution de Walter Neff dans une chambre à gaz du pénitencier de Saint Quentin, accompagné pour cet ultime voyage de Keyes, fut d'abord tournée par Wilder. Cependant, la scène est jugée trop dure par le cinéaste et une nouvelle fin est écrite, dans laquelle Keyes, habitué à ce que son ami lui allume ses cigares, allume la cigarette de son ami mourant. Il ne subsiste de la fin initiale, dont était très fier Billy Wilder, que quelques photographies, aucune épreuve n'ayant été conservée.

### Choix des interprètes
Billy Wilder a tout d'abord pensé à Alan Ladd ou Georges Raft pour interpréter Walter Neff et a eu de nombreuses difficultés à trouver un acteur, plusieurs refusant de jouer un meurtrier. Georges Raft désirait que la fin soit modifiée et qu'on découvre alors que le personnage était en réalité un agent du FBI. Dick Powell, lui, désirait incarner le personnage mais le réalisateur lui préféra Fred MacMurray, plus habitué aux comédies. L'acteur est tout d'abord étonné par le choix de Wilder avant de se laisser convaincre de « se jeter à l'eau et commencer quelque chose de nouveau. » Quant à Barbara Stanwyck, elle est également troublée par la proposition du cinéaste, n'ayant jamais joué de meurtrière. Face aux inquiétudes de l'actrice, Billy Wilder lui demande « Vous êtes une souris ou une actrice ? » « J'espère être une actrice » lui répondit-elle. Elle accepta le rôle et en fut très reconnaissante au cinéaste. Afin de casser son image, Wilder l'affubla d'une invraisemblable perruque blonde, de lunettes de soleil, d'une photo de John Seitz…[réf. souhaitée] et, lors de la première rencontre entre Walter et Phyllis, d'une énorme émeraude à la main gauche.
Wilder choisit ainsi pour ses deux vedettes, deux contre-emploi : Barbara Stanwyck passant de ses rôles d'héroïnes volontaires et positives à celui d'une femme vénéneuse redoutable, et Fred MacMurray passant des personnages sympathiques et nonchalants à celui d'un criminel motivé par l'argent et le sexe.
Edward G. Robinson perçut un cachet de 100 000 $, comme Barbara Stanwyck, tandis que Fred MacMurray perçut 101 666 $. Billy Wilder ne toucha seulement que 34 000 $ .

## Tournage
- Le chef opérateur John Seitz tourne le film dans le style des bandes d'actualité, utilisant un mélange de poussières et de fumée pour créer une atmosphère d'obscurité naissante.
- Les bureaux de la compagnie d'assurance sont copiés sur ceux de la Paramount.

## Accueil
Le film est un grand succès critique et commercial, rapportant 2 500 000 $ de recettes pour un coût de production de 927 262 $. Tourné la même année que Laura d'Otto Preminger, Assurance sur la mort est rapidement considéré comme un des classiques du genre du film noir.
Alfred Hitchcock dit à son sujet : « Depuis "Double Indemnity", les deux mots les plus importants sont : Billy Wilder ».

## Récompenses
Le film est nommé aux Oscars de 1945, dans sept catégories :
- Meilleur réalisateur pour Billy Wilder
- Meilleure actrice pour Barbara Stanwyck
- Meilleur film produit pour Joseph Sistrom
- Meilleur scénario pour Raymond Chandler et Billy Wilder
- Meilleure photographie noir et blanc pour John F. Seitz
- Meilleure musique pour Miklós Rózsa
- Meilleur son pour Loren L. Ryder

ll ne reçoit toutefois aucun prix, étant battu par Going My Way (La Route semée d'étoiles) de Leo McCarey pour l'Oscar du meilleur film. Les deux sont des films Paramount.

## Postérité
- Plusieurs remakes pour la télévision ont été tournés, en 1954 et 1973. Un projet a été envisagé avec Robert Redford dans le rôle de Walter Neff et Fred MacMurray dans le rôle de Barton Keyes cette fois-ci.
- L'histoire de Body Heat (La fièvre au corps) de Lawrence Kasdan (1981) avec Kathleen Turner et William Hurt se rapproche de celle d'Assurance sur la mort'''.
- Le scénario Big Trouble de John Cassavetes comporte énormément de similitude avec celui d'Assurance sur la mort.
- Le film a inspiré le jeu d'aventure Grim Fandango de LucasArts, sorti en 1998.
- L'épisode 17 de la saison 9 de la série télévisée d'animation Les Simpson intitulé Pour l'amour de Moe (Dumbbell Indemnity en version originale) s'inspire du scénario de ce film.
- Des extraits du film sont projetés dans le home cinema de la Maison-Blanche durant le troisième épisode de la saison 5 de la série House of Cards. On y apprend que le visionnage du film est un rituel porte-bonheur pour les époux Francis et Claire Underwood, avant chaque scrutin.
- Un extrait du film est visible dans l'épisode 2 de la saison 1 de Columbo. Épisode dont l'intrigue fait vaguement référence au film.
- Le film est inscrit depuis 1992 au National Film Registry et ainsi conservé à la Bibliothèque du Congrès des États-Unis, en raison de son « importance culturelle, historique ou esthétique ».
- Pour Woody Allen, Assurance sur la mort est « le plus grand film jamais tourné ».